# Malham
Malham is een civil parish in het bestuurlijke gebied Craven, in het Engelse graafschap North Yorkshire met 238 inwoners.